# Tiefenbach (Passavia)
Tiefenbach è un comune tedesco di 6 675 abitanti, situato nel land della Baviera.